# Franz Sikora (Maler)
Franz Sikora (* 25. Januar 1895 im oberschlesischen Lipiny, Kreis Beuthen; † 9. Mai 1980 in Berlin) war ein Kunstmaler und der Sohn eines Hüttenmeisters der Kattowitzer Zinkhütte. Aufgewachsen inmitten eines Steinkohlenbergbaugebietes, umgeben von Eisen- und Zinkhütten, suchte er zeit seines Lebens nach der Verbindung zwischen den Wünschen nach einem glücklichen und harmonischen Leben und der doch sehr mit Arbeit, Armut und Leid verbundenen Realität. Er verstand seine Kunst als Ausdruck der Seele des Menschen.
Während des Ersten Weltkrieges wurde er schwer verletzt. Nach seiner Genesung erfolgten Studienreisen nach Paris, Wien, Schweiz und Holland. Sein künstlerisch nachvollziehbares Schaffen begann nach dieser Zeit. Seine Sehnsucht nach Frieden und Harmonie brachte er in seinen Werken zum Ausdruck. Seine Kunst fand u. a. in Paris, New York, Niederlande, Österreich, Italien, Jena, Berlin, Kattowitz, Posen, Bromberg Beachtung. Er erhielt mehrere internationale Auszeichnungen.
Er studierte in Holland und an der Berliner Kunstschule, unter Prof. Jera. In dieser Zeit lernte er seine Frau Louise kennen, mit der er eine Tochter bekam. In Holland entstanden einige wenige Werke, die heute noch bekannt sind. Gelebt hat er unter anderem von Porträts prominenter Persönlichkeiten, wie niederländische Minister und auch Königstöchter.
Die gemeinsame Tochter starb 1967. Seine Frau Louise verlor er 10 Jahre vor seinem 90’sten Geburtstag.
Sikora starb am 9. Mai 1980 in seiner Wahlheimat Berlin.

## Leben und Wirken
Mitte der 20er Jahre zog die Familie zurück nach Kattowitz. Hier arbeitete er mit dem Kirchenmaler Prof. Kowalewski zusammen. In Kattowitz schuf er Kunst, die die Industrie, die dort lebenden Menschen und ihren Alltag darstellen. Aber auch durch seine Reisen nach Warschau, Krakau und Lemberg sah er sich veranlasst die dort lebenden Menschen zu malen, wie er sie erlebte. 1928 gründete er die „Kattowitzer Künstlergruppe“.
Er entwickelte bereits in den zwanziger Jahren einen eigenen Kunststil, den er Butismus nannte.
Im Januar 1945 siedelte die Familie als Flüchtlinge nach Jena um. Dort lebte die Familie Sikora in einem kleinen hübschen Häuschen, wie er es selbst bezeichnete, in der Rosenthaler Straße. Viele seiner Bilder stellen in dieser Zeit seine Frau Louise, seine Tochter Sonja und auch seine Eltern dar. Seine Kritik an die zurückliegenden Kriegsjahre äußerte er in seinen Bildern, in dem er ausschließlich Brauntöne zur Farbgebung verwendete. Es ist die Zeit der zerstörten Stadt Jena als Motiv in seinen Bildern.
Unter den aufkommenden Vorgaben der sozialistischen Ideen in der damaligen sowjetischen Besatzungszone zur Kunst konnte Sikora sich nicht frei entfalten. So zog er im Oktober 1950 ein weiteres Mal um. Seine neue Heimat wurde West-Berlin. Dort lebte und schuf er weitere Werke bis zu seinem Lebensende.
Im Rahmen des Lastenausgleichs beantragte er in Berlin, die Entschädigung seiner im Rahmen der Kriegswirren verlorenen Kunstwerke:
250 Ölgemälde aus der Zeit von 1925 bis 1944, darunter 50 aus der Zeit von 1931 bis 1934 mit holländischen Landschaften und Stillleben, 50 aus der Zeit 1935 bis 1942 Krakau, Lemberg, Zakupane und Umgebung, 30 aus den Jahren 1942/43 mit Motiven aus Wien und Kärnten, sowie 500 Aquarelle, Temperabilder, Zeichnungen, farbige Skizzen und grafische Arbeiten aus der Zeit von 1925 bis 1946.
Ein Großteil seiner noch vorhandenen Bilder befinden sich heute in Privatbesitz, weitere in öffentlichen Museen, im Rathaus Berlin-Schöneberg, sowie in Ratingen (Stiftung Haus Oberschlesien).
Seine Werke waren in verschiedenen Kunstausstellungen zu sehen:
- 1933: Kgl. Kleykamp den Haag, Holland

- 1935: Posen und Bromberg, Polen

- 1958: Große Berliner Kunstausstellung, Berlin

- 1968: Hotel Taft in New York, „Exhibition of Contemporary European Painters“

- 1970: Berlin, „Franz Sikora zum 75. Geburtstag“

- 1981: Le Niveau de Paris

- 1977 und 1978: Kulturzentrum Berlin

- 1977, 1978 und 1979: Freie Berliner Kunstausstellung Berlin

- 1982: Museo Nazionale Dell'Accademia Italia,

Weitere Ausstellungen in Zürich, Madrid, Rom, Ancona, Den Haag, Posen, Breslau, Krakau und Wien
Er erhielt folgende Auszeichnungen und Anerkennungen:
- 1922 Schlesischer Adlersorden

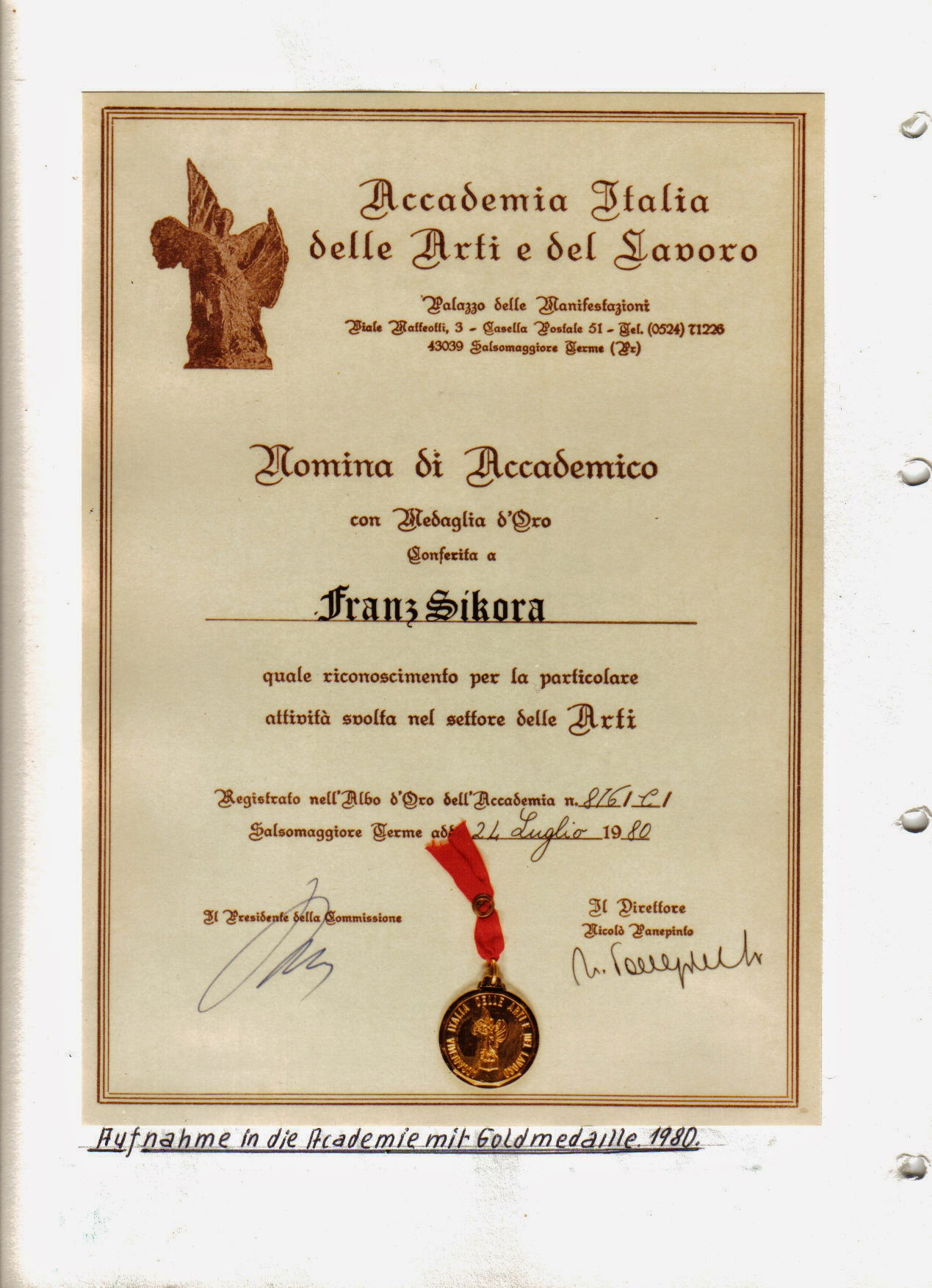
Aufnahme in die Academie mit Goldmedaille. 1980

- 1968/69 Diplomatie di Menzione internationale Regione
- 1970 Tempel of Arts Museum creation genius immortality
- 1980 Aufnahme in die Academia Italia delle Art e der Lavoro und Auszeichnung mit der Goldmedaille
- 1985 Accademia Italia, Centro Bedriaco, Calvatone, Italy, Auszeichnungen mit „Oscar D’Italia 1985“

## Werke (Auswahl)
- Aus der Zeit in Holland:
- Herkolkje – Öl, 58 × 55 cm, 1934
- Fischerhäuschen in Scheveningen – Öl, 67 × 52 cm, 1932
- Leuchtturm in Scheveningen – Öl, 52 × 40 cm, 1934

- Aus der Zeit in Oberschlesien:
- Ave Maria – mit Kind links, Öl, 1934
- Ave Maria – mit Kind rechts
- Bauer aus der Plessergegend – Öl 102 × 78 cm, 1938
- Gisela ein Mädchen in Ostpreußen
- Herr behüte uns, Oberschlesische Madonna, Öl, 70 × 50 cm
- Kunigundezinkhütte, Öl, 65 × 45 cm, 1936
- Land unterm Kreuz, Öl, 80 × 60 cm, 1938
- Markt in Kattowitz, Öl, 170 × 120 cm
- Oberschlesische Landschaft, Öl, 65 × 45 cm
- Oberschlesische Landschaft, Aquarell
- Ziegel in Karbowa, Öl, 80 × 60 cm, 1938
- Altes Bauernhaus in Polen, Aquarell
- Bauernhaus in Beskiden, Aquarell, 1938
- Bauernhäuschen in Beskiden, Aquarell
- Das Biberhaus, Aquarell
- Bei der roten Olga, Aquarell
- Goral Zarkopane – Porträt, Farbzeichnung

- Auf der Flucht in Österreich
- Bauernhaus in Kärnten, Hintergrund Karawanen, Aquarell, 1942

- Aus der Zeit in Jena
- Die Letsen – was übrig blieb, 1945
- Am Volksempfänger, Aquarell, 1944 und 1945
- Ein Invalide und sein Problem, Öl, 84 × 60 cm
- Betweg in Rudolstadt – Thüringen, Öl
- Blinde Spieler – Öl, 82 mal 60 cm
- Das zerstörte Jena bei Nacht, Öl, 60 × 47 cm, 1945
- Das zerstörte Jena, Ruinen, Aquarell
- Das zerstörte Jena, Kirche mit Gerüst, Aquarell
- Das zerstörte Jena, Häuserfront, Aquarell
- Das zerstörte Jena, ehemaliger Glockenturm, Aquarell
- Das zerstörte Jena, Personen auf der Straße, Aquarell
- Die letzten vier Kartoffeln, 1946
- Die zerstörte Brücke, Öl, 98 × 74 cm, 1948
- Eingang zur Stadtschänke in Jena, Farbzeichnung
- Gesprengter Bunker in Jena, Aquarell, 1945
- Grok II, Aquarell, 1948
- Gutshof in Thüringen, Aquarell, 1948
- Hof- und Straßensänger, Öl, 53 × 66 cm, 1946
- Jena – Hintergrund Zeitzwerke, Aquarell
- Jena 1947, Aquarell, 1947
- Johannistor – Jena, Aquarell
- Mein Garten in Jena, Aquarell, 1945 bis 1950
- Mein Garten in Jena, Gatha Siedlung, Öl, 74 × 56 cm
- Schillerkirche in Jena, Öl, 64 × 46 cm, 1948
- Ständchen von Abiturientinnen einer Jenaer Oberschule (mit Tochter Sonja), Öl
- Thüringer Bauernhof, Aquarell, 1946
- Thüringer Landschaft, Aquarell
- Volltreffer auf die Universität in Jena, Aquarell, 1945
- Vor dem Nichts, Öl, 82 × 60 cm
- Weg zum Fuchsturm in Jena, Aquarell
- Wiederaufbau, Aquarell, 1949
- Haus im WaldSonja Schlafstelle im Lage Berlin-Mariendorf
- Aus der Zeit in Berlin

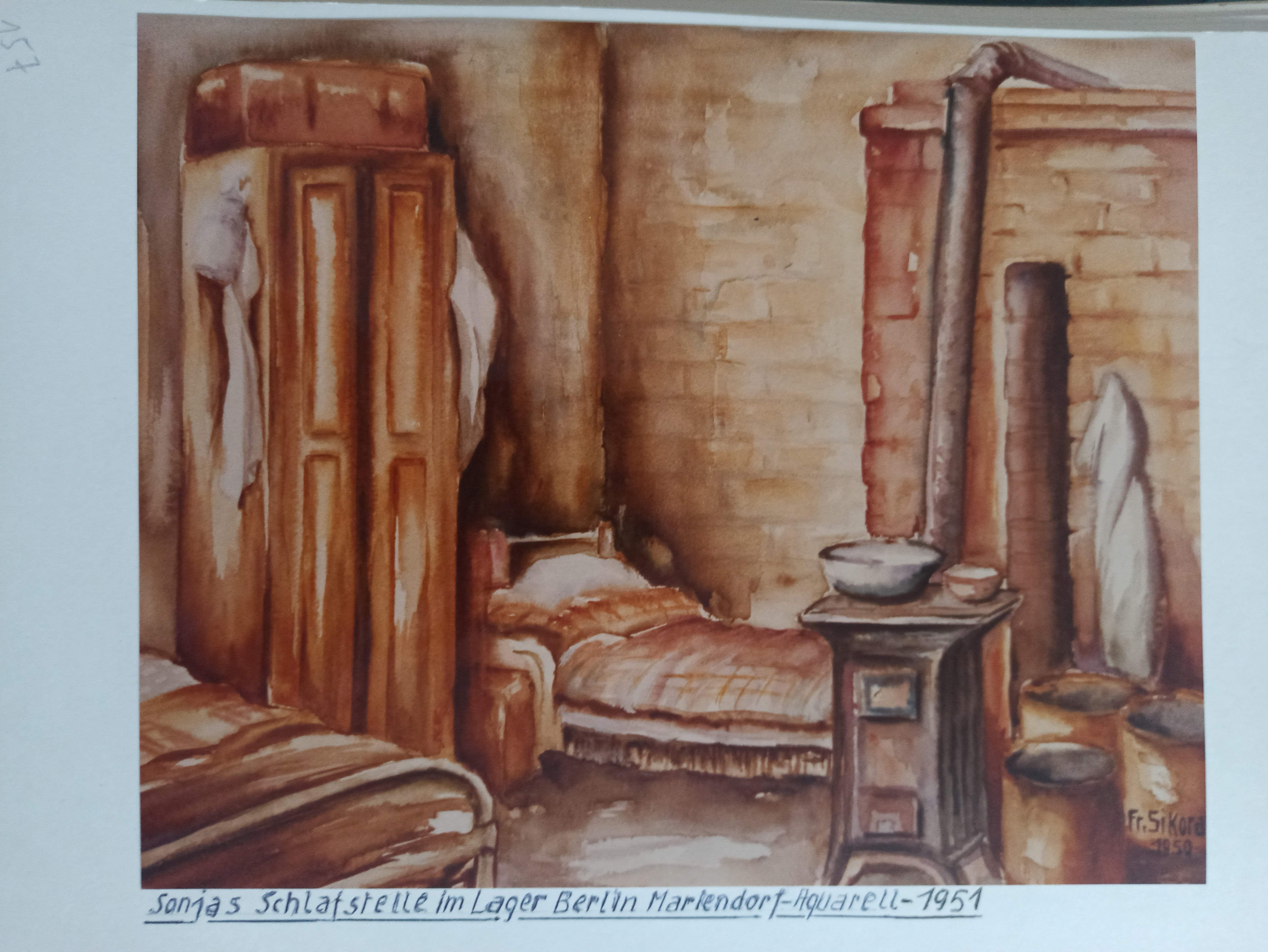
Sonja Schlafstelle im Lage Berlin-Mariendorf

- Abbruch der Paul-Gerhardt-Kirche, 1959
- Am Mühlengraben, 1958
- Am Rande des Schöneberger Parks, 1958
- Am Schöneberger Ufer, 1959
- Bayrischer Platz, Aquarell, 1964
- Berlin vor dem Anhalter Bahnhof
- Berlin-Schöneberg – Hintergrund Ruine der Paul-Gerhardt-Kirche, Öl
- Ein Novembertag in Berlin, ÖL, 50 × 36 cm
- Essenholer im Lager Berlin-Mariendorf, farb. Linolschnitt, 1951
- Näherinnen, Aquarell
- Stickerin, Aquarell
- Amateurschuster, Öl, 68 × 56 cm
- Fischerstrasse Berlin-Spandau
- Gartenhaus Hauptstrasse 83, Berlin-Friedenau, 1959
- Hauptstr. Schöneberg, Aquarell, 1963
- Heilbronner Kirche, Aquarell
- Herbst im Schöneberger Park, Aquarell, 1960
- Hinterhäuser in Berlin, Öl, im Besitz der Stadt Berlin
- Im Kabarett der Nationen – Der Trick mit der Friedenstaube, Öl, 60 × 50 cm
- Im Lager Berlin-Mariendorf am Volksempfänger, Aquarell
- Im Lager – Aufenthaltsraum in Berlin-Mariendorf, Aquarell
- Innsbrucker Platz, Aquarell, 1959
- Kammerstraße Berlin-Spandau, Aquarell, 1960
- Neubau Innsbrucker Straße, Aquarell, 1952
- Ruine der Paul-Gerhard-Kirche, 1959
- S-Bahngelände Berlin-Schöneberg, Aquarell, 1959
- Schöneberger Rathaus
- Schöneberger Park – Hintergrund Rathaus und U-Bahn, 1959
- Treppe zum Schöneberger Park, Aquarell, 1958
- Ullstein-Verlag Berlin, Aquarell
- Prosper II – Bottrop, 1966
- Ruhrlandschaft – Prosper III, Aquarell, 1966
- Farbwerke Höchst bei Augsburg, Aquarell, 1967

- Aktmalerei
- Regina Propaganda, Öl, 78 × 60 cm
- Regina (mein schönstes Model), Öl, 80 × 100 cm, 1968
- Judith, Öl, 80 × 60 cm

- ohne Zeitangaben
- Menschen in Unfreiheit, Aquarell
- Friede auf Erden, Öl, 140 × 120
- Große Wäsche, Aquarell
- Kreuzigung, Öl
- Franz'l, Öl, 62 × 36 cm

- Porträts des Künstlers und seiner Familie
- Frau, Tochter und Eltern des Künstlers, Öl, 1936, im Besitz des Museums Beuthen
- Louise beim Kreuzworträtselraten, Farbzeichnung
- Louise, Gattin des Künstlers, Farbzeichnung, 24 × 32 cm
- Louise mit Mantel und Mütze, Farbzeichnung
- Louise, Lieblingsplatz im Garten in Jena, Öl, 32 × 22 cm, 1948
- Mutter und Tochter – beim Schminken
- Mutter und Tochter – in Manteln mit Mützen, Öl, 96 × 72 cm
- Nach der Tagesarbeit – Frau des Künstlers, Auquarell
- Selbstbildnis – Den Haag, Öl, 1932
- Selbstbildnis mit Frau, Öl, 60 × 60 cm
- Selbstbildnis mit Palette, Öl, 80 × 62 cm
- Selbstbildnis (bout), Öl, 80 × 60 cm, 1965
- Selbstbildnis Berlin – Wintermantel mit Hut, 90 × 76 cm
- Selbstbildnis Berlin West – mit Pinsel, Öl
- Selbstbildnis Jena, Öl, 50 × 47 cm
- Selbstbildnis Kattowitz, Öl, 60 × 60 cm, 1935
- Selbstbildnis Paris, Aquarell
- Selbststudien beim Boxkampf, Aquarell
- Sonja, Hintergrund Eltern, Aquarell, 1956
- Sonja, Kattowitz, Öl 46 × 42 cm, 1942
- Sonja – mit Jacke und Halskette
- Sonja, Studentin in Jena, Aquarell
- Sonja, Tochter des Künstlers, rechts im Hintergrund der Fuchsturm, Öl, 40 × 32 cm
- Susanne, Mutter des Künstlers, Öl, 55 × 40 cm

- Boutismus oder auch Butismus
- Atombrut (bout), aus dem Zyklus ..Nach uns, Öl, 52 × 66 cm
- A-Roboter, Technisches Zeitalter, Boutismus, Öl, 65 × 80 cm
- Das neue Zeitalter, aus dem Zyklus ...Nach uns, Öl, 52 × 66 cm
- Diagnostiker, Die kranke Erde, aus dem Zyklus ...Nach uns, Öl, 52 × 66 cm
- Geburt des atomaren Zeitalters, aus dem Zyklus ...Nach uns, Öl, 66 × 52 cm
- Häuser der Zukunft, Öl, 66 × 52 cm
- Isotopen (bout), aus dem Zyklus ... Nach uns, Öl, 52 × 66 cm
- Surrealismus
- Propaganda – (Metamorphose), Öl, 78 × 60 cm
- Wirtschaftswunder, Öl, 60 × 78 cm
- Zertrümmerung der Vernunft, Öl, 78 × 60 cm
- Zeichen der Zeit, 120 × 100, 1944
- Wüstengewächs, Öl
- Teil der Schöpfung, der Nabel, Öl, 80 × 62 cm, 1980
- Strandgut, Öl, 80 × 75 cm
- Rübezahl und sein Nachkomme, Öl, 88 × 66 cm
- Rivalen, Öl, 80 × 64 cm
- Phönix, Öl, 80 × 64 cm
- Origine, Öl, 80 × 70 cm
- Noah, Öl, 80 × 60 cm
- Neuland in Sicht, Öl, 80 × 60 cm
- Nach Jerusalem, Öl, 80 × 65 cm
- Losgelöst, Öl, 80 × 64 cm
- Krieg, Öl, 91 × 70 cm
- Grünes Licht für das Jahr 2000, Öl, 80 × 60 cm
- Der Gottesknorren, Öl, 96 × 78 cm, 1975
- Gipfeltreffen, Öl, 80 × 60 cm
- Ein Rest europäischer Kultur, Öl, 122 × 100 cm
- Die Mauer, öl, 80 × 60 cm
- Der Teufelsritt, Öl, 80 × 64 cm
- Der Schrei, ein brennendes Problem, §218, Öl, 80 × 60 cm, 1970
- Der schlafende Wächter, Öl, 80 × 64 cm
- Der Prophet, Öl, 60 × 80 cm, 1970
- Begegnung zur Urzeit, Öl, 90 × 76 cm
- Aus prähistorischer Zeit, Öl, 80 × 64 cm

und weitere Bilder, darunter auch viele Stillleben sowie die in der Stadtzeitung-Schöneberg veröffentlichten
- Alte Dorfkirche in Schönberg (Ölgemälde 1954)[1]